# 차예린
차예린(1986년 9월 16일 ~ )은 대한민국의 미스코리아 출신 아나운서이다.

## 경력
- 2011년 : JTBC 아나운서
- 2013년 ~ : MBC 아나운서국 아나운서실

## 진행

### 텔레비전
- 2011년 ~ 2012년 : JTBC 《JTBC 뉴스 9》
- 2012년 : JTBC 《시청자 의회》
- 2013년 : MBC 《찾아라! 맛있는 TV》
- 2014년 : MBC 《섹션TV 연예통신》
- 2014년 : MBC 《MBC 주말뉴스》
- 2015년 ~ 2016년, 2018년 ~ 2019년 : MBC 《스포츠 다이어리》
- 2016년 ~ 2022년 : MBC 《생방송 오늘 저녁》
- 2018년 ~ 2019년 : MBC 《MBC 뉴스투데이》
- 2020년 : MBC《연금복권720+》
- 2021년 ~ 2022년 : 《스포츠 매거진》
- 《12 MBC 뉴스》임시진행  (2025년 8월 4일 ~ )

### 라디오
- 2014년 ~ 2015년 : MBC FM4U 《FM4U 비포 선라이즈》
- 2015년 : MBC FM4U 《송포유》

## 수상
- 2009년 미스코리아 선(善)[1][2]
- 2009년 미스코리아 전북 진(眞)
- 2009년 미스 인터콘티넨탈 아시아태평양 지역상